# Yamaha YW 100
YW 100 è un tipo di scooter prodotto dalla casa motociclistica giapponese Yamaha Motor.
Viene costruito a Taiwan e commercializzato in diverse nazioni tra cui Australia, Stati Uniti, Filippine con denominazione diverse a seconda del mercato come BWS, BEE WEE, BW's. Sul mercato europeo è stato anche commercializzato dalla consociata MBK come Booster 100 quale fratello maggiore del Booster.
Monta un motore a due tempi di 101cm³ raffreddato ad aria.